# Повернення державної влади Імператору
Повернення державної влади Імператору (яп. 大政奉還, たいせいほうかん, тайсей хокан) — передача 15-м сьоґуном Токуґавою Йосінобу усієї повноти влади в державі Імператору Японії. Відбулася 9 листопада 1867 року. Ратифікована Імператором наступного дня. Поклала край 265-річному правлінню роду Токуґава в країні та ознаменувала кінець 500-річного панування самураїв у Японії. Одна з епохальних подій в японській історії.

## Короткі відомості

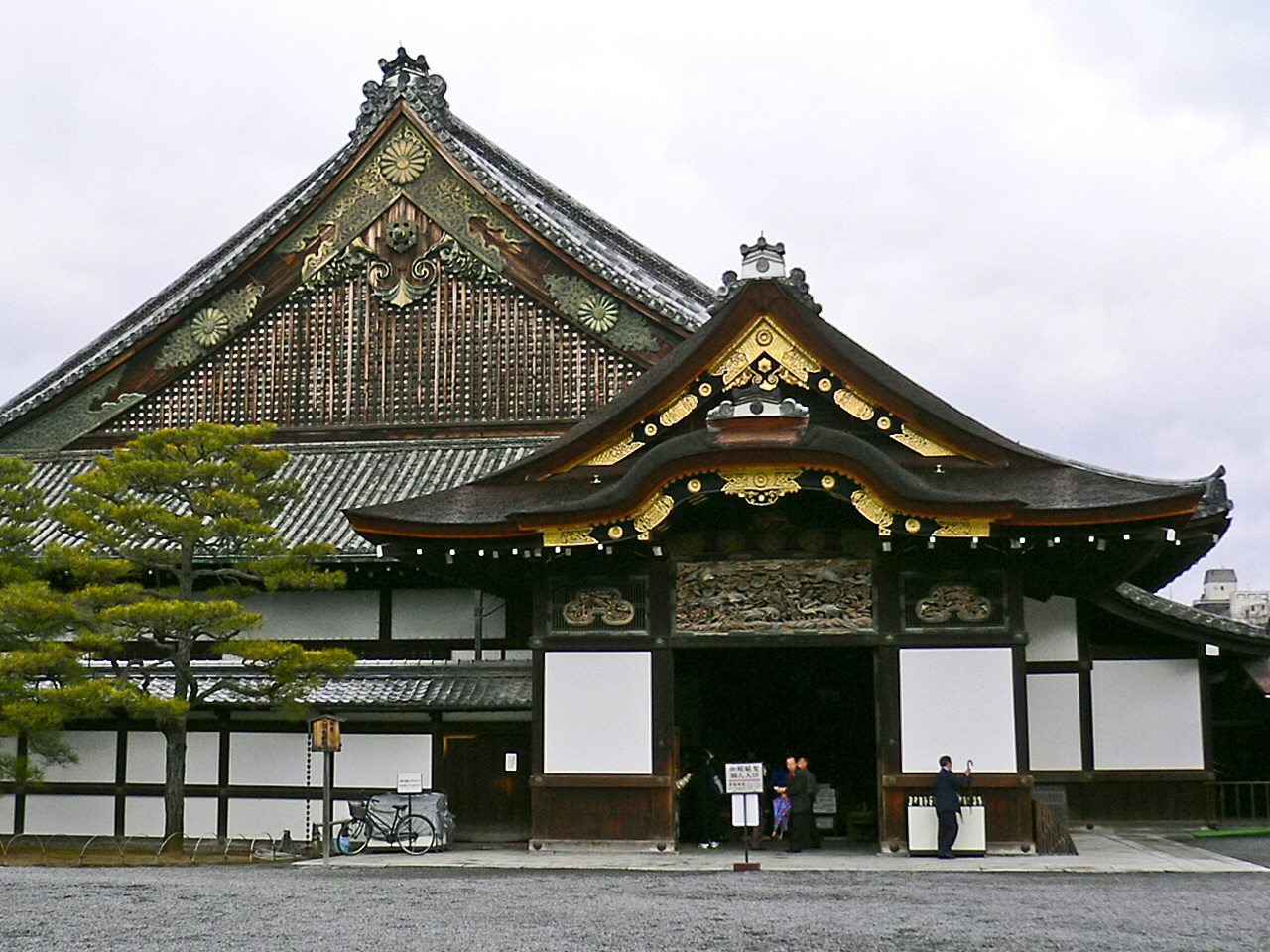
Замок Нідзьо

Ідея повернення сьоґуном державної влади Імператору належала представникам Тоса-хану. Серед опозиційних сил, які очолювалися радикальними Сацума-ханом і Тьосю-ханом і виступали за ліквідацію сьоґунату, цей хан займав помірковану позицію. Він намагався залишити за сьоґуном провідну роль в управлінні країною шляхом формального повернення влади Імператору. Планувалося створення нового уряду на чолі з сьоґуном, до якого б ввійшли столичні аристократи та Імператорські представники. Вперше ця ідея була висловлена опальним самураєм Тоса-хану Сакамото Рьомою в липні 1867 року і згодом була взята на озброєння урядовцями цього хану.
На початку жовтня того ж року радник Тоса-хану з політичних питань Ґото Сьодзіро обговорив ідею повернення влади Імператору із молодшим старійшиною сьоґунату Наґаї Наоюкі. 29 жовтня 1867 року на основі обговорення було складено план дій, схвалений старійшиною Ітакурою Кацукійо та запропонований 15-у сьоґунові Токуґаві Йосінобу від імені володаря Тоса-хану, Ямауті Тойосіґе. 1 листопада подібну пропозицію підніс також володар Хіросіма-хану. Для прийняття рішення сьоґун скликав нараду старійшин та радників в Кіото, яку провели 8 листопада. Наступного, 9 листопада, в замку Нідзьо він оголосив, що повертає державну владу Імператору Японії та передав своє прохання про відставку Імператорським послам Хіно Сукемуне та Асуґаї Масанорі.
Сьоґун зрікся влади та посади в складних умовах: опозиція набирала сил і для її стримування не вистачало політичних засобів. Він сподівався, що повертаючи владу Імператору, сьоґунат буде ліквідовано, але рід Токуґава залишиться керманичем країни на посаді прем'єр-міністра нового самурайсько-аристократичного уряду.
Сподівання сьоґуна поховала опозиція на чолі з Сацума-ханом і Тьосю-ханом. 9 листопада вона отримала від Імператорського двору таємний рескрипт про покарання сьоґунату. Незважаючи на ратифікацію прохання сьоґуна 10 листопада, опозиціонери спромоглися за півтора місяця нейтралізувати просьоґунську партію аристократів в оточенні Імператора Японії й 3 січня 1868 року здійснили державний переворот. Вони проголосити реставрацію прямого Імператорського правління і організували власний уряд без сьоґуна.